# Edwin Herbert Land

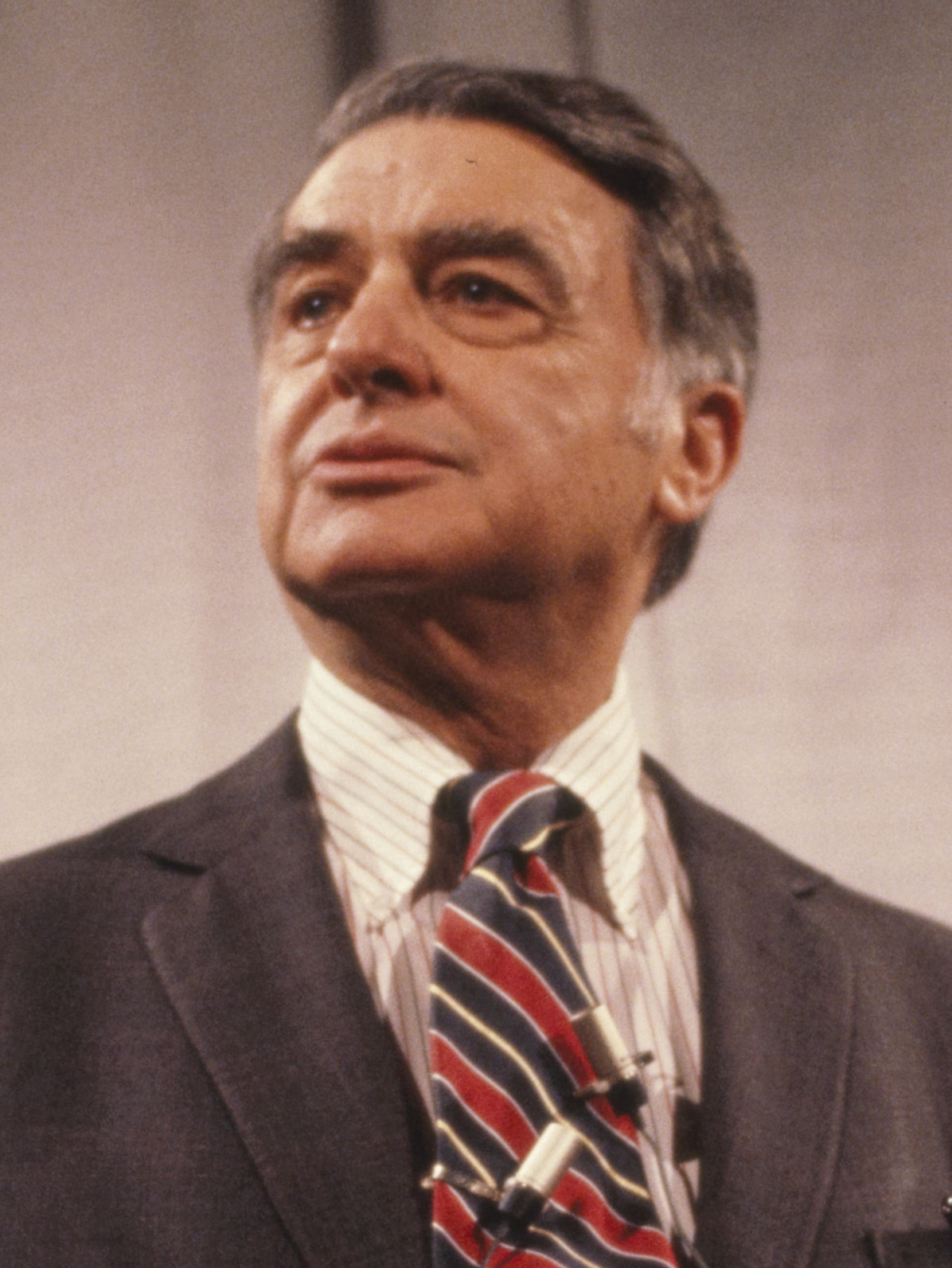
Edwin Herbert Land (1971)

Edwin Herbert Land (* 7. Mai 1909 in Bridgeport, Connecticut; † 1. März 1991 in Cambridge, Massachusetts) war ein US-amerikanischer Physiker und Industrieller und gilt mit seiner Erfindung des Polaroid-Trennbildfilm-Verfahrens als einer der wichtigsten Pioniere der Fototechnik.

## Leben und Werk
Schon während seiner Studienzeit erfand er 1932 einen Polarisationsfilter aus Kunststoff, den sogenannten Polaroid-Filter, der in fast beliebiger Größe herstellbar ist. Er machte diese Erfindung, während er sein Studium der Chemie an der Harvard University für einen Aufenthalt in New York City unterbrach. Er kehrte dann nach Harvard zurück, machte aber keinen Abschluss, sondern gründete mit seinem Physiklehrer George W. Wheelwright ein Labor, um seine Erfindung weiterzuentwickeln. Daraus entstand 1937 die Polaroid Company.
Am 21. Februar 1947 stellte er eine völlig neue Kamera vor, die wenige Sekunden nach dem Schnappschuss ein fertiges Papierbild lieferte. Es war die erste Sofortbildkamera (sie kam Weihnachten 1948 auf den Markt). Er arbeitete später an verschiedenen Problemen der Phototechnik, unter anderem an der Entwicklung von Hochleistungsluftbildfotoapparaten, beispielsweise für das Spionageflugzeug Lockheed U-2. Land befasste sich auch mit der Theorie des Farbsehens (Retinex-Theorie, 1971).
Während seiner Zeit bei Polaroid war er für seine Energie bei der Verfolgung von Problemen bekannt. Er konnte wochenlang hartnäckig an der Lösung eines Problems arbeiten, ohne die Arbeit für „Nebensächlichkeiten“ wie Mahlzeiten oder Kleiderwechsel zu unterbrechen.
1957 wurde er Ehrendoktor der Harvard University und zahlreicher anderer Universitäten (wie Yale University, Columbia University, Carnegie Institute of Technology). 1957 bis 1959 war er im Scientific Advisory Committee (PSAC) des US-Präsidenten und auch später (1960 bis 1973) noch Berater des PSAC. 1961 bis 1977 war er Mitglied des Foreign Intelligence Advisory Board (PFIAB) des US-Präsidenten. 1967 bis 1975 war er Trustee der Ford Foundation. 1963 erhielt er die Presidential Medal of Freedom. 1967 erhielt er die Frederic Ives Medal und 1988 die National Medal of Technology. 1977 wurde er in die National Inventors Hall of Fame und 1986 als auswärtiges Mitglied (Foreign Member) in die Royal Society aufgenommen. Land hielt 535 Patente.
1970 äußerte er die filmisch festgehaltene Vision, dass es zukünftig kleine, handliche, jederzeit und überall einfach benutzbare Kameras geben würde. Dazu zeigte er ein Modell, das eine verblüffende Ähnlichkeit mit einem Smartphone hat.
Land starb am 1. März 1991 in Cambridge, Massachusetts im Alter von 81 Jahren. Am Tage seines Todes vernichtete sein persönlicher Assistent seine persönlichen Aufzeichnungen und Notizen. Er wurde auf dem Mount Auburn Cemetery in Cambridge beigesetzt.
Nach ihm ist die Edwin H. Land Medal der OSA benannt.

## Mitgliedschaft
1943 wurde Land in die American Academy of Arts and Sciences gewählt, 1953 in die National Academy of Sciences und 1957 in die American Philosophical Society.